# Calvia decemguttata
Espèce
Calvia decemguttata, la Coccinelle à dix points blancs, est une espèce d'insectes coléoptères de la famille des coccinelles.

## Habitat
Cette espèce fréquente les arbres, arbustes et buissons dans les bois, parcs et jardins.